# Maart 1935
| Deze maand |
| --- |
| - Pro-Venizelos-opstand in Griekenland - Duitse herbewapening wordt officieel - België verlaat de gouden standaard |

De volgende gebeurtenissen speelden zich af in maart 1935. Sommige gebeurtenissen kunnen één of meer dagen te laat zijn vermeld doordat ze op de datum staan aangegeven waarop ze in het nieuws kwamen in plaats van de datum waarop ze werkelijk hebben plaatsvonden.
- 1: Kemal Atatürk wordt herkozen als president van Turkije.
- 1: In Duitsland wordt de terugkeer van het Saargebied tot Duits grondgebied gevierd.
- 1: Luftwaffe van Nazi-Duitsland wordt opgericht door Adolf hitler, en bestuurd door Hermann Göring.
- 2: David Lloyd George wordt uitgenodigd zijn voorstellen voor een 'Britse New Deal' aan de ministerraad voor te leggen.
- 2: In Griekenland breekt een opstand uit van aanhangers van Venizelos en Plastiras onder leger en vloot. Ze worden verslagen door regeringsgetrouwen, maar een vijftal opstandige schepen ontsnapt naar Kreta, alwaar Venizelos zich bij de opstand aansluit.
- 4: Otto Cornelis Adriaan van Lidth de Jeude wordt aangesteld als minister van waterstaat in Nederland. Hij volgt de overleden Jacob Adriaan Kalff op.
- 4: Koning Prajadhipok van Siam treedt af na conflicten met de regering.
- 4: De regering van Hongarije treedt af. Premier Gyula Gömbös vormt een nieuwe regering, met op 3 ministers na dezelfde samenstelling.
- 4: Een witboek van premier Ramsay MacDonald bepleit verdere defensie-uitgaven van het Verenigd Koninkrijk en uit zorgen over de Duitse herbewapening.
- 5: Italië en Abessinië ondertekenen een overeenkomst tot het instelling van een neutrale zone bij het betwiste Oeal Oeal.
- 5: Vanwege een verkoudheid van Adolf Hitler wordt het voor 7 maart geplande bezoek van John Simon aan Duitsland uitgesteld.
- 5: In Hongarije wordt het parlement ontbonden en nieuwe verkiezingen uitgeschreven.
- 5: In Kwomintang-China wordt anti-Japanse propaganda verboden.
- 6: Voormalig premier István Bethlen stapt uit de Hongaarse regeringspartij.
- 7: In Japan zullen leiders van communistische organisaties en andere sympathisanten van het communisme streng gestraft worden.
- 7: Ananda Mahidol, de 9-jarige neef van de afgetreden koning, wordt uitgeroepen tot koning van Siam.
- 7: De Britse coureur Malcolm Campbell verbetert zijn eigen snelheidsrecord voor auto's, van 437,8 naar 445,4 km/u.
- 9: In Turkije komt het nieuwe parlement bijeen, waarin voor het eerst ook vrouwen zitting hebben.
- 10: In Cuba wordt de grondwet afgeschaft. De regering krijgt volmachten die verder reiken dan die die bij een staat van beleg gelden.
- 10: Generaal Rodolfo Graziani wordt benoemd tot gouverneur van Italiaans-Somaliland.
- 10: De kerkstrijd in de Duitse Evangelisch-Lutherse Kerk laait opnieuw op.
- 11: De Griekse opstandelingen geven zich over aan de Bulgaarse grensautoriteiten. De opstand op het Griekse vasteland is daarmee beëindigd. Eleftherios Venizelos en andere opstandelingenleiders vluchten van Kreta naar Kasos, dat Italiaans bezit is.
- 11: De verdragen betreffende de verkoop van de Chinese Oosterspoorweg door de Sovjet-Unie aan Japan worden getekend.
- 12: Bij huiszoekingen onder nazisympathisanten in de kantons Eupen, Sankt Vith en Malmedy worden anti-Belgische propaganda en nazi-uniformen in beslag genomen.
- 12: Eleftherios Venizelos wordt door de Italiaanse autoriteiten gevangengezet. Hij wordt als politiek vluchteling beschouwd, en zal dus niet worden uitgeleverd. De opstand in Griekenland is hiermee ten einde.
- 12: Bij regionale verkiezingen in Denemarken boekt de Duitse partij winst in Noord-Sleeswijk.
- 13: De Roemeense Boerenpartij ontzet oud-premier Alexandru Vaida-Voevod uit zijn partijfuncties.
- 14: China protesteert tegen de verkoop van de Chinese Oosterspoorweg door de Sovjet-Unie. Als mede-eigenaar acht China de verkoop onwettig.
- 14: Het bestaan van de Duitse luchtvloot wordt officieel bekend.
- 14: Anton Rintelen wordt voor zijn rol in de Juliputsch wegens medeplichtigheid aan hoogverraad tot levenslange gevangenisstraf veroordeeld.
- 15: De kerkbelasting in Duitsland wordt met 20% verlaagd.
- 15: De Reichswehr rehabiliteert de in de Nacht van de Lange Messen door de nazi's doodgeschoten Kurt von Schleicher en Ferdinand von Bredow.
- 15: Bij een aanslag op koning Abdoel Aziz al Saoed van Saoedi-Arabië worden alle drie aanvallers door diens lijfwacht doodgeschoten.
- 15: De verloving wordt bekendgemaakt van prinses Ingrid van Zweden en kroonprins Frederik van Denemarken.
- 16: In Frankrijk wordt de dienstplicht verlengd.
- 16: In Duitsland wordt de dienstplicht ingevoerd. Duitsland zegt het militaire deel van het verdrag van Versailles op.
- 17: Duizenden oppositionele predikanten in Duitsland worden door de politie onder huisarrest gesteld om te voorkomen dat zij vanaf de kansel een manifest zouden voorlezen dat de "Arische leerstellingen" afkeurt.
- 17: Bij gemeenteraadsverkiezingen in Stockholm verliezen de sociaaldemocraten hun absolute meerderheid: ze gaan van 52 naar 45 van de 85 zetels.
- 19: De Belgische regering-Theunis treedt af omdat ze in de Kamer onvoldoende vertrouwen in haar economisch beleid ziet.
- 19: De nog maar 2 weken zittende regering van Irak treedt af wegens een opstand in het gebied van de Midden-Eufraat. Yasin Pasja vormt een nieuwe regering.
- 19: Italië verklaart geen bedoelingen te hebben de onafhankelijkheid of territoriale integriteit van Joegoslavië aan te tasten.
- 19: In Griekenland wordt een aantal nieuwe ministers benoemd. Processen beginnen tegen een aantal leiders van de opstand.
- 19: Johan Nygaardsvold vormt een nieuwe regering in Noorwegen.
- 20: Een aantal Japanners wordt uitgewezen uit Guam.
- 21: De staat van beleg in delen van Roemenië wordt met 6 maanden verlengd.
- 21: Frankrijk en Italië protesteren bij Duitsland tegen de invoering van de dienstplicht. Frankrijk zendt ook een protest in bij de Volkenbond.
- 21: De naamswijziging van Perzië tot Iran wordt van kracht.
- 23: Luchtpost vanuit Nederland naar bestemmingen binnen Europa zal met ingang van de nieuwe zomerdienst niet meer extra kosten.
- 23: In Parijs komen Anthony Eden, Fulvio Suvich en Pierre Laval bijeen, voorafgaand aan het bezoek van een aantal Britse ministers aan Berlijn. De Brits-Franse overeenkomst van 3 februari wordt bekrachtigd, en er wordt een bijeenkomst van de ministers van buitenlandse zaken van het Verenigd Koninkrijk, Frankrijk en Italië op 11 april in Stresa vastgelegd.
- 23: President Franklin D. Roosevelt keurt de nieuwe grondwet van de Filipijnen goed.
- 23: Duitsland en Roemenië sluiten een handelsverdrag.
- 24: Italië stemt in met het voorstel van Abessinië om hun conflict met medewerking van de Volkenbond op te lossen.
- 24: In vele Duitse kerken wordt het manifest van de kerkelijke oppositie voorgelezen dat het nationaalsocialisme in de Evangelisch-Lutherse Kerk een "modern heidendom" noemt.
- 24: In Polen wordt de nieuwe grondwet aangenomen, waarin de bevoegdheden van de president worden uitgebreid.
- 25: Frankrijk verplaatst troepen van de grens met Italië naar die met Duitsland.
- 25: Paul van Zeeland vormt een nieuwe regering in België, zie regering-Van Zeeland I.
- 26: John Simon en Anthony Eden bespreken in Berlijn met Adolf Hitler en Konstantin von Neurath de internationale situatie.
- 26: Het vertrek van Japan uit de Volkenbond wordt officieel.
- 26: De vonnissen worden uitgesproken tegen 126 personen die in het Memelgebied van nationaalsocialistische agitatie werden verdacht. 4 krijgen de doodstraf, de rest krijgt vaak lange tuchthuisstraffen. In Duitsland wordt tegen de vonnissen geprotesteerd.
- 27: In verband met de Duitse bewapening zal de Volkenbondsraad op 15 april bijeenkomen, dus na de conferentie van Stresa.
- 27: John Simon keert terug naar Londen. Anthony Eden reist door om de Sovjet-Unie, Polen en Tsjechoslowakije te bezoeken.
- 27: De Tweede Kamer roept de regering op zonder verdere vertraging de inpoldering van de Noordoostpolder ter hand te nemen.
- 27: De Tweede Kamer stemt in met de voorgestelde wijzigingen van de kieswet. De belangrijkste wijzigingen zijn:
  - Een waarborgsom van 250 gulden, die slechts wordt teruggegeven als een partij minimaal 75% van de kiesdeler haalt.
  - Partijen die de kiesdeler niet halen, kunnen geen zetel krijgen (een partij die geen 'gewone' zetels krijgt, krijgt ook geen restzetel)
- 28: Anthony Eden spreekt in Moskou met Stalin, Maxim Litvinov en Vjatseslav Molotov.
- 29: John Simon bespreekt zijn bezoek aan Berlijn in het Lagerhuis. Het Verenigd Koninkrijk en Duitsland verschillen sterk van standpunten, maar hebben elk hun ideeën onder woorden kunnen brengen.
- 30: De Poolse premier Léon Kozłowski treedt af. Walery Sławek volgt hem op.
- 31: Bij zijn inauguratierede meldt de Belgische eerste minister Paul van Zeeland dat de gouden standaard voor de Belgische frank niet meer houdbaar is. De frank wordt gedevalueerd tot 72% van de oude waarde.

en verder:
- Een gezamenlijke Nederlands-Braziliaanse expeditie, onder leiding van Conrad Carel Käyser zal de grens tussen Suriname enerzijds en Brazilië en Brits-Guyana anderzijds vastleggen.
- Die Stem van Suid-Afrika wordt officieel vastgesteld als volkslied van Zuid-Afrika.
- In Bodegraven wordt de eerste grootschalige ruilverkaveling in Nederland goedgekeurd.

<< · januari · februari · maart · april · mei · juni · juli · augustus · september · oktober · november · december · >>